# 1-نيتشي غايشوتسوروكو هانشو
1-نيتشي غايشوتسوروكو هانشو أو بالترجمة الحرفية "رئيس الرحلة ليوم واحد") هي سلسلة مانغا يابانية كتبها تينسي هاجيوارا ورسمها موتومو أويهارا وكازويا أراي. إنها نسخة فرعية من السلسلة الرئيسية "كايجي" التي كتبها فوكوموتو. يتم نشرها في مجلة كودانشا الأسبوعية "ويكلي يونغ ماغازين" منذ ديسمبر عام 2016.

## القصة
تتمحور القصة حول شخصية تدعى أوتسوكي، رئيس فريق E أو بالعربية *ي* في معسكر العمل الإجباري تحت الأرض للأشخاص المدينين، يتم تصوير رحلته ليوم واحد خارج المعسكر.